# Labjournaal

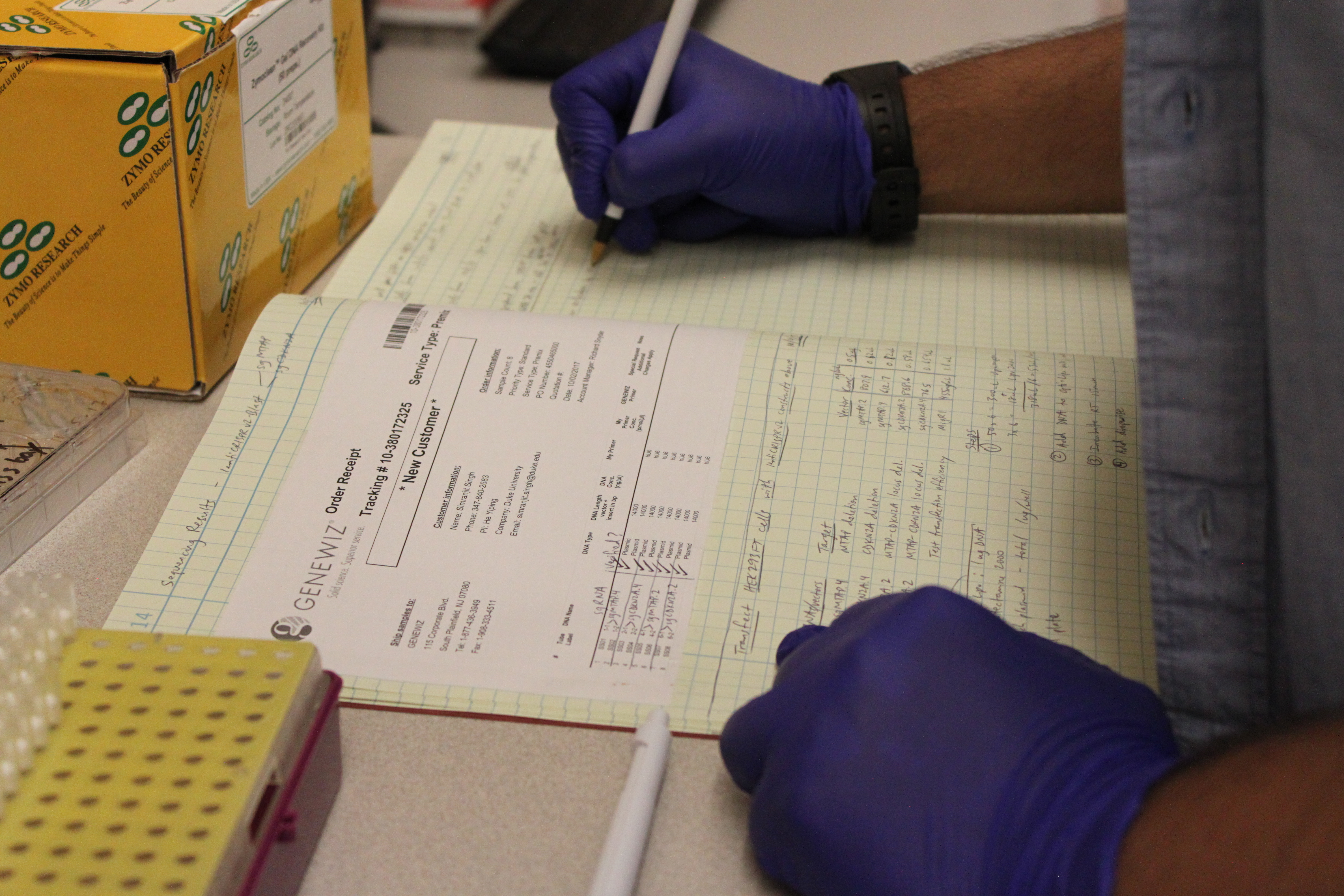
Een PhD-student maakt notities van zijn experiment in een labjournaal

Een labjournaal is een wetenschappelijk logboek. Hierin schrijven onderzoekers nauwkeurig op wat zij in hun experimenten doen. Alle details komen in het labjournaal terecht. Omdat het zo intensief gebruikt wordt ziet een labjournaal er vaak gehavend uit.

## Onderdelen
Een goed labjournaal bevat in ieder geval de volgende onderdelen: 
- datum van het experiment
- namen van de mensen die eraan meewerken
- het doel van het experiment (wat wil men weten?)
- de hypothese (wat verwacht men dat eruitkomt?)
- de opzet (wat gaat men doen? en welke eventuele gevaarlijke stoffen gaat men gebruiken)
- de uitvoering (wat heeft men gedaan, dit wordt tijdens het experiment geschreven)
- de resultaten
- discussie
- de conclusies

Vaak wordt door meerdere mensen getekend of geparafeerd dat zij hebben gezien dat het experiment ook werkelijk is uitgevoerd op de manier zoals is beschreven in het labjournaal.

## Eisen
Voor de rest mogen er geen losse bladen in liggen, moet er met onuitwisbare inkt geschreven worden en moeten plaatjes of grafieken er met lijm ingeplakt worden en gewaarborgd worden  met datum en handtekening/paraaf op de pagina en de eventueel externe plaatjes of grafieken. Dit alles om te voorkomen dat later wijzigingen aangebracht kunnen worden (fraude).

## Nut
Dit alles is veel werk maar ook zeer nuttig: enerzijds kan de onderzoeker zelf later teruglezen wat hij of zij heeft gedaan (en wat er eventueel fout is gegaan) en anderzijds heb je met een goed labjournaal het bewijs dat een bepaalde ontdekking door deze onderzoeker is gedaan. Tevens kunnen hulpverleners achterhalen wat er precies gebeurd is en hoe men moet handelen. 
In het verleden is het voorgekomen dat twee onderzoekers dezelfde ontdekking claimden. Toen bleek uit onderzoek van de labjournaals welke onderzoeker eerder was geweest en kwam hem de eer toe.